# Xavier-Marie Bonnot
Pour les articles homonymes, voir Bonnot.
 (mars 2013).
Si vous disposez d'ouvrages ou d'articles de référence ou si vous connaissez des sites web de qualité traitant du thème abordé ici, merci de compléter l'article en donnant les références utiles à sa vérifiabilité et en les liant à la section « Notes et références ».
Xavier-Marie Bonnot, né le 7 décembre 1962 à Marseille, est un écrivain et réalisateur français.

## Biographie
Après des études de lettres modernes et d’histoire jusqu’au doctorat - qu'il n'a jamais terminé - Xavier-Marie Bonnot se lance dans la réalisation de documentaires et de reportages dont la plupart ont été diffusés sur des chaînes françaises (Arte, France 5, TF1, France Télévisions, 13e Rue, France 4…) et étrangères (RTBF, TVE…).
En 2002, les éditions L’Écailler du Sud que dirigent alors Maurice Georges, François Thomazeau, Pierre Gauthier, Patrick Coulomb et Michel Martin-Roland, publient La Première empreinte qui remporte le Prix des Marseillais, le Prix RomPol et se retrouve finaliste du prix SNCF. Ce texte est ensuite réédité aux éditions Pocket puis chez Belfond en 2019.
En 2006, s'ouvrent les portes de l'étranger. La Première empreinte est traduit en anglais (éditions Quercus), italien (éditions Einaudi), allemand (éditions Hanser), espagnol (éditions De Bolsillo), roumain (éditions Trei) et croate (éditions Bozicevic). À cela s'ajoutent des traductions plus tardives en russe et en japonais.
Son deuxième roman, la Bête du marais est, lui aussi, traduit dans une demi-douzaine de langues. Viennent ensuite la Voix du loup (Écailler du Sud) et les Âmes sans nom (Belfond) tour à tour réédités aux éditions Pocket. Les Âmes sans nom a été finaliste du prix Cognac, du prix Intramuros et du Grand Prix de littérature policière.
En 2010, Xavier-Marie Bonnot rejoint la collection Actes noirs, la série polar des éditions Actes Sud. En février 2011, paraît un nouveau roman, le Pays oublié du temps, qui gagne le prix Plume de cristal du festival international du film policier de Liège et se trouve finaliste du prix de Cognac.
En janvier 2013, est publié, toujours aux éditions Actes Sud, Premier Homme, prix Lion noir. Ces deux romans ont été traduits en anglais, russe, espagnol, japonais, roumain, italien, japonais et allemand.
Xavier-Marie Bonnot a écrit trois nouvelles: Les Sorciers (Écailler du Sud, 2003), qui a remporté le prix des médiathèques de Provence, La Perle noire (Écailler du Sud, 2004) et Die Femerichter von Ahlen (Grafit, 2010), écrite en langue allemande pour le cinquième festival de la Ruhr, l'une des plus importantes manifestations de littérature policière en Europe.
Les romans noirs de Xavier-Marie Bonnot allient des enquêtes fouillées à la pure fiction romanesque. Si chaque roman est indépendant, un personnage revient dans plusieurs livres : Michel de Palma alias le Baron, flic idéaliste, atypique et grand amateur de musique classique et d'opéra (l'une des passions de l'auteur qui a été élève au conservatoire national supérieur de région de Marseille). Certains critiques, français ou étrangers, ont placé Michel de Palma parmi les enquêteurs à retenir coûte que coûte.
Les romans noirs de Xavier-Marie Bonnot se situent dans des univers rarement visités par le genre policier. Que ce soit la préhistoire, l'opéra, le druidisme ou les arts premiers, l’auteur porte un regard sans concession sur la société, la violence et les angoisses sociales qui la travaillent. Il analyse à travers des plongées dans l’histoire, souvent sur le mode d’allers-retours entre présent et passé, le crime sous ses formes les plus enfouies, mais toujours en humaniste.
En 2015, il change d'univers en renouant avec les éditions Belfond qui publient La Dame de pierre (2015) puis La Vallée des ombres (2016), deux romans noirs qui abordent des sujets tels que l'homophobie et les désillusions d'une génération née des années 1980.
En 2017, il publie Le Dernier violon de Ménuhin, une ode à la musique, au violon et un regard poignant sur la fin d'un artiste. En 2018, Le Tombeau d'Apollinaire obtient le prestigieux Prix du roman historique décerné par les Rendez-vous de l'histoire de Blois.

## Œuvres

### Romans et récits

#### Série Michel De Palma
1. La Première Empreinte, L'Écailler du sud, coll. « Spéciales », 2002, 401 p.  (ISBN 2-914264-24-0)Prix RomPol 2002. Prix des Marseillais[1] - Réédition Pocket
2. La Bête du marais, L'Écailler du sud, coll. « Spéciales », 2004, 333 p.  (ISBN 2-914264-63-1)Réédition Pocket
3. La Voix du loup, L'Écailler du sud, coll. « Spéciales », 2006, 350 p.  (ISBN 2-914264-91-7)Réédition Pocket
4. Les Âmes sans nom, Belfond, 2008, 427 p.  (ISBN 978-2-7144-4528-5)Finaliste du prix Cognac et du prix Intramuros.
5. Le Pays oublié du temps, Actes Sud, coll. « Actes noirs », 2011, 332 p.  (ISBN 978-2-7427-9513-0)Réédition, Actes Sud, coll. « Babel noir » no 77, 2013, 368 p. (ISBN 978-2-330-01443-8) - Prix Plume de cristal 2011[2]
6. Premier Homme, Actes Sud, coll. « Actes noirs », 2013, 352 p.  (ISBN 978-2-330-01521-3)Prix Lion Noir 2014. Finaliste du prix Michel-Lebrun et du prix Cognac.
7. Les vagues reviennent toujours au rivage, Belfond, 2021

#### Hors Série
- Le Sang des nègres, Galaade, 2015, 160 p.  (ISBN 978-2-35176-377-3)
- La Dame de pierre, Belfond, 2015, 160 p.  (ISBN 978-2-7144-6053-0)Prix du meilleur roman francophone au festival de Cognac 2016
- La Dame de pierre, Pocket, 2016, 480 p.  (ISBN 978-2266269438)
- La Vallée des ombres, Belfond, 2016, 300 p.  (ISBN 978-2714471154)Prix Sables noirs du festival du Lavandou 2017. Prix Moustiers 2017• La Vallée des ombres, Pocket, 2018, 352 p.  (ISBN 978-2266281362)
- Le Dernier Violon de Menuhin, Belfond, 2017, 247 p.  (ISBN 978-2-7144-7806-1)
- L'Enfant et le Dictateur, Belfond, 2018, 224 p.  (ISBN 978-2-7144-7831-3)Écrit avec Marion Le Roy Dagen.
- Le Tombeau d'Apollinaire, Belfond, 2018, 400 p.  (ISBN 978-2-7144-8060-6)Prix 2019 du roman historique des Rendez-vous de l'histoire
- Nefertari Dream, Belfond, 2020, 352 p.  (ISBN 978-2-7144-9328-6)
- Berlin Requiem, Plon, 2021, 360 p.  (ISBN 978-2-259-30602-7)
- Berlin Requiem, Pocket, 2023, 360 p.  (ISBN 978-2266326933)
- Place du paradis. Récamier. 2024

### Nouvelle
- Les Sorciers, L'Écailler du sud, 2003Prix des médiathèques de Provence
- La Perle noire, L'Écailler du sud, 2004
- (de) Die Femerichter von Ahlen, Grafit, 2010

## Filmographie
- Les ombres de Dora. 52 minutes.
- Lamarck, le savant et le visionnaire. 52 minutes.
- Devenir de Gaulle. 52 minutes.
- France-Police : le divorce. 33 minutes.
- Les Années noires du Palais-Bourbon. 52 minutes.
- Laroche-Migennes, 52 minutes d'arrêt. 52 minutes.
- Mémoires d'écoles. 52 minutes.
- Tous pour un. 52 minutes.
- La Complainte du vent. 52 minutes.
- Îles amères. 52 minutes.
- L’Enfant du diable. 52 minutes. (Montage. Réal: Ursula Wernly)
- La Bombe et nous. 75 minutes.
- Les Forçats du Pacifique. 52 minutes. Nommé au Festival international du film océanien.
- La Loi du plus fort. 52 minutes.
- Pour un morceau de sucre. 52 minutes. (Avec Dorothée Lachaud)
- Contre histoire de la France outremer. Direction de collection. 5x52 minutes (Réalisation des épisodes 1,2 et 5).
- Mai 67, le massacre oublié. 52 minutes. (Avec François-Xavier Guillerm)
- Les Rescapés de la guillotine. 52 minutes. (Avec Ursula Wernly).
- Le Petit Lys d’amour. 52 minutes.
- Touche pas à mon CRS. 52 minutes.
- Les Possédés de Faaité. 52 minutes. Nommé au Festival international du film océanien
- Décembre noir. 52 minutes.
- Voisins d'Europe. 60 minutes. (Avec Hervé Amoric)
- Ranucci : la vérité impossible. 52 minutes.
- Un juge est mort. 52 minutes.
- Les Mutins  de Clairvaux. 52 minutes.
- Rio, la route de la peur. 52 minutes. (Avec Christophe Chouteau)
- L’Abbé Philippe, prêtre et pédophile. 52 minutes. (Avec Camille Le Pomellec)
- La Preuve par la science. 52 minutes.
- Les Crampons de la discorde. 52 minutes. (Avec Ursula Wernly). Sélection festival d’Évreux.
- Le Clan des Marseillais. 52 minutes.
- Pas assez de volume. (Images. Réal: Vincent Glenn) 160 minutes.
- Les Flics de la BAC. 26 minutes.
- Le Village des Tunisiens. 52 minutes.
- L’Imparfait de la mémoire. 52 minutes.
- Vietnam, le jour de l’indépendance. 1. La voie. (avec Yann Lardeau).
- Vietnam, le jour de l’indépendance. 2. L’Unité. (avec Yann Lardeau).
- La Légion et après ? 26 minutes.
- Les Hommes du milieu. 52 minutes. (Avec Omar Sharif)
- Le poète n'a pas chanté en vain. 52 minutes. Images. (Réalisation : Agnès Denis et Paco Pena).
- Hispano Suiza, une usine dans le siècle. 52 minutes.
- La Cour des comptes, histoires de liasses. 12 minutes.
- Double peine, les exclus de la loi. Images. (Réalisation : Valérie Casalta). 52 minutes.
- Rodrigues, l’île intacte. 13 minutes.
- Le Plaisir de voyager. 10 minutes.
- Du côté de la Trinité. 52 minutes. Sélection Rencontres documentaires de Lussas.
- Sur les traces d’Edgar Rice Burroughs. Images. (Réalisation : Michel Carrière). 52 minutes.
- Le Miroir de Thèbes. 52 minutes. Sélection Festival du documentaire de Gentilly.
- We are the blues. Images. (Réalisation : Michel Carrière). 52 minutes.
- Jim, de la guerre à la paix. 52 minutes. (avec Hervé Amoric).

## Distinctions
- 2019 : Prix du roman historique des Rendez-vous de l'histoire de Blois pour Le Tombeau d'Apollinaire.
- 2017 : Prix Moustiers en poche pour La Vallée des ombres.
- 2017 : Prix Sable noir du festival du Lavandou pour La Vallée des Ombres.
- 2016 : Prix du meilleur roman francophone au festival de Cognac pour La Dame de pierre
- 2014 : Prix Lion Noir du festival du livre de Neuilly-Plaisance pour Premier Homme
- 2011 : Prix  Plume de Cristal du roman policier au Festival international du film policier de Liège pour Le Pays oublié du temps
- 2003 : Prix des médiathèques de Provence pour Les Sorciers
- 2003 : Prix RomPol pour La Première Empreinte
- 2002 : Prix des Marseillais pour La Première Empreinte